# Horch 830
Horch 830 — розкішний автомобіль із восьмициліндровим V-подібним двигуном і заднім приводом, який бренд Horch, що належить Auto Union, представив на 23-му Міжнародному автосалоні (IAMA) у Берліні в лютому 1933 року як наступника представлений 430 (Horch 8). Перші машини були поставлені восени 1933 року.

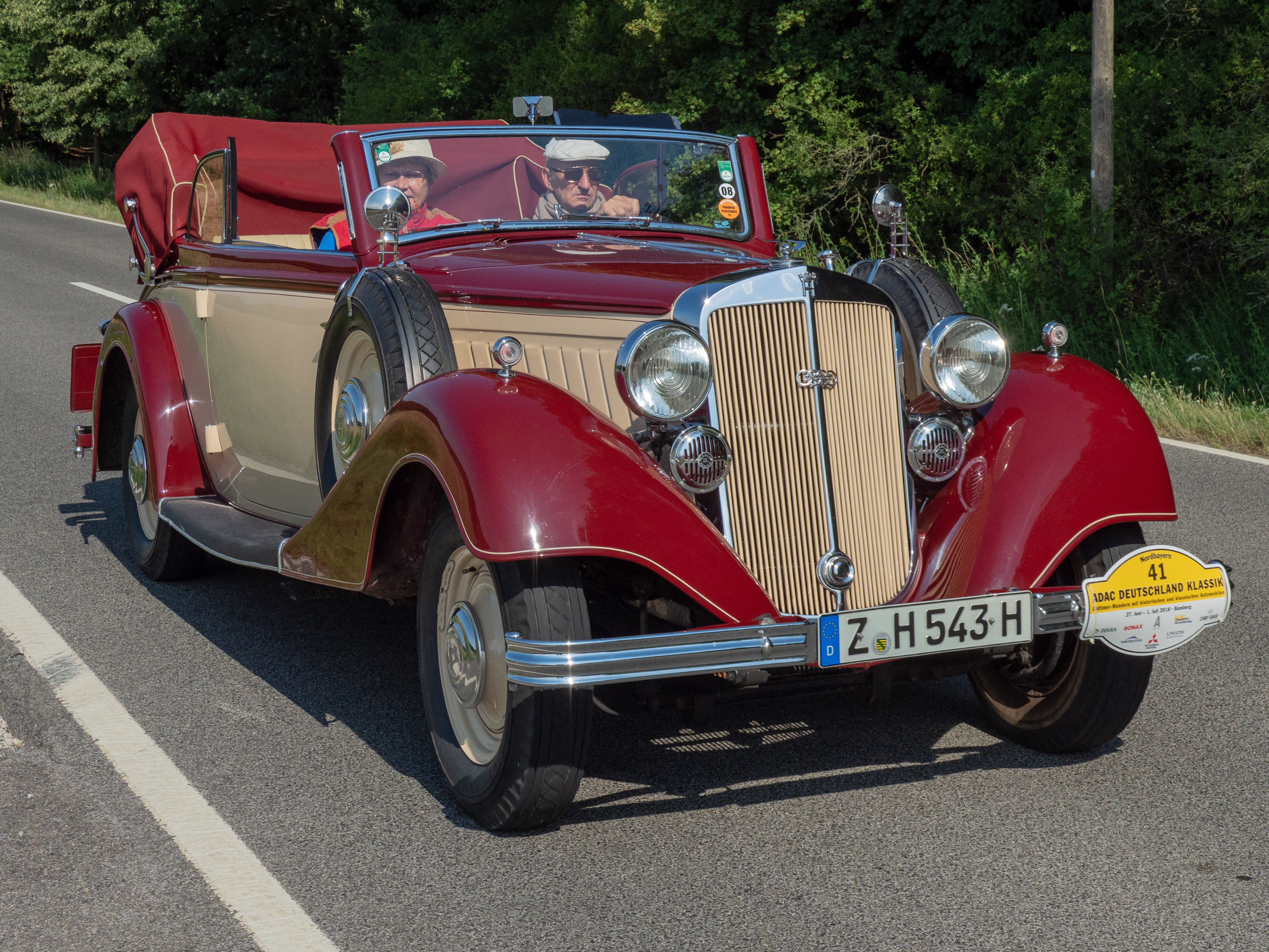
Horch 830 Sport Cabriolet

Загалом на заводі Horch у Цвікау було виготовлено 11 625 цивільних легкових автомобілів Horch 830/930, поки виробництво не було припинено навесні 1940 року через війну. Крім того, між 1934 і 1937 роками Рейхсвер і Вермахт отримали 4536 Horch 830 R Kübelwagen, які, на відміну від цивільних типів, мали жорсткі мости спереду і ззаду для використання по бездоріжжю.

## Двигуни
- 3.004 л V8 70 к.с.
- 3.250 л V8 70 к.с.
- 3.517 л V8 75/82 к.с.
- 3.823 л V8 92 к.с.

## Модифікації
- Horch 830
- Horch 830 B
- Horch 830 BL
- Horch 830 Bk
- Horch 930 V

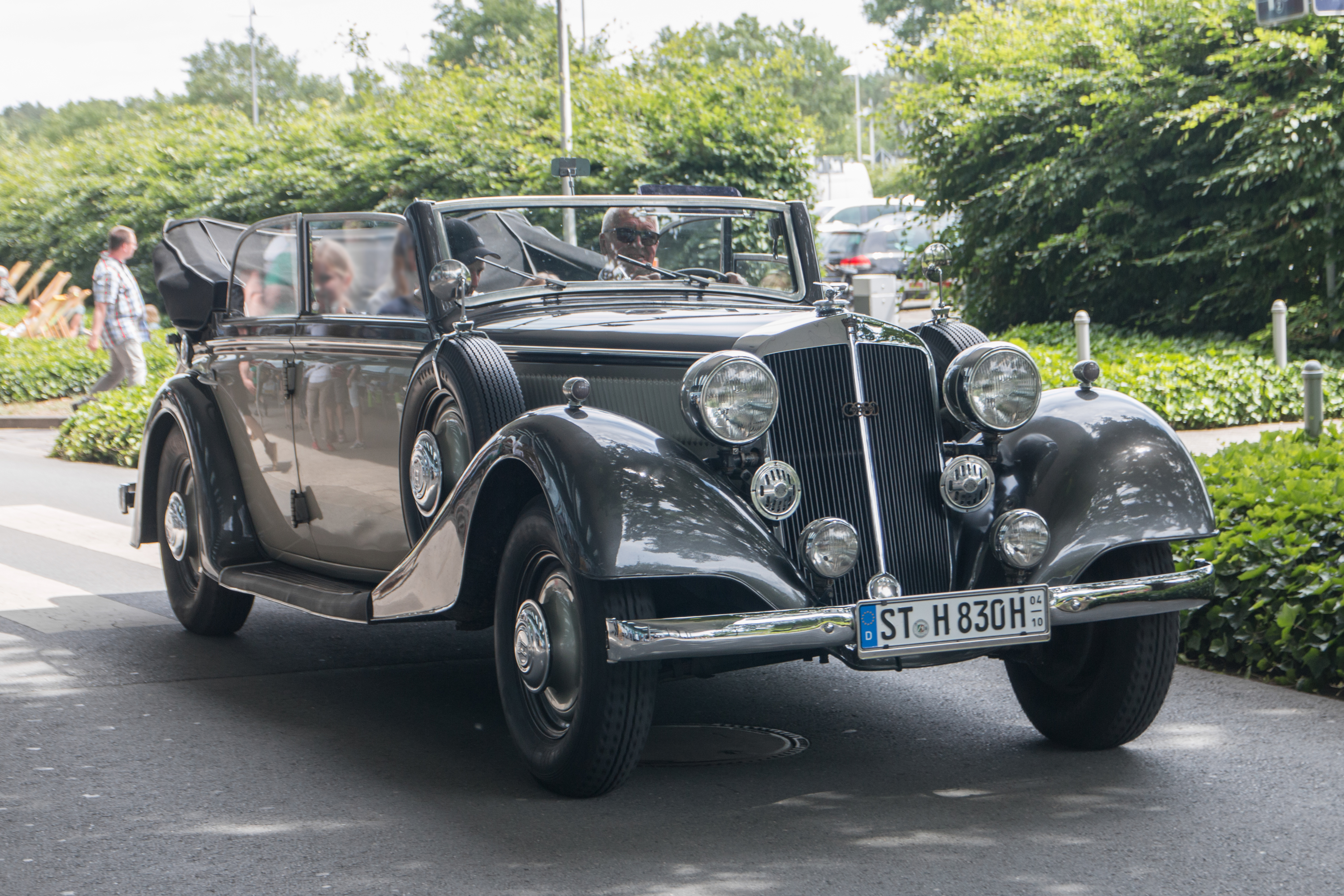
Horch 830 FMO
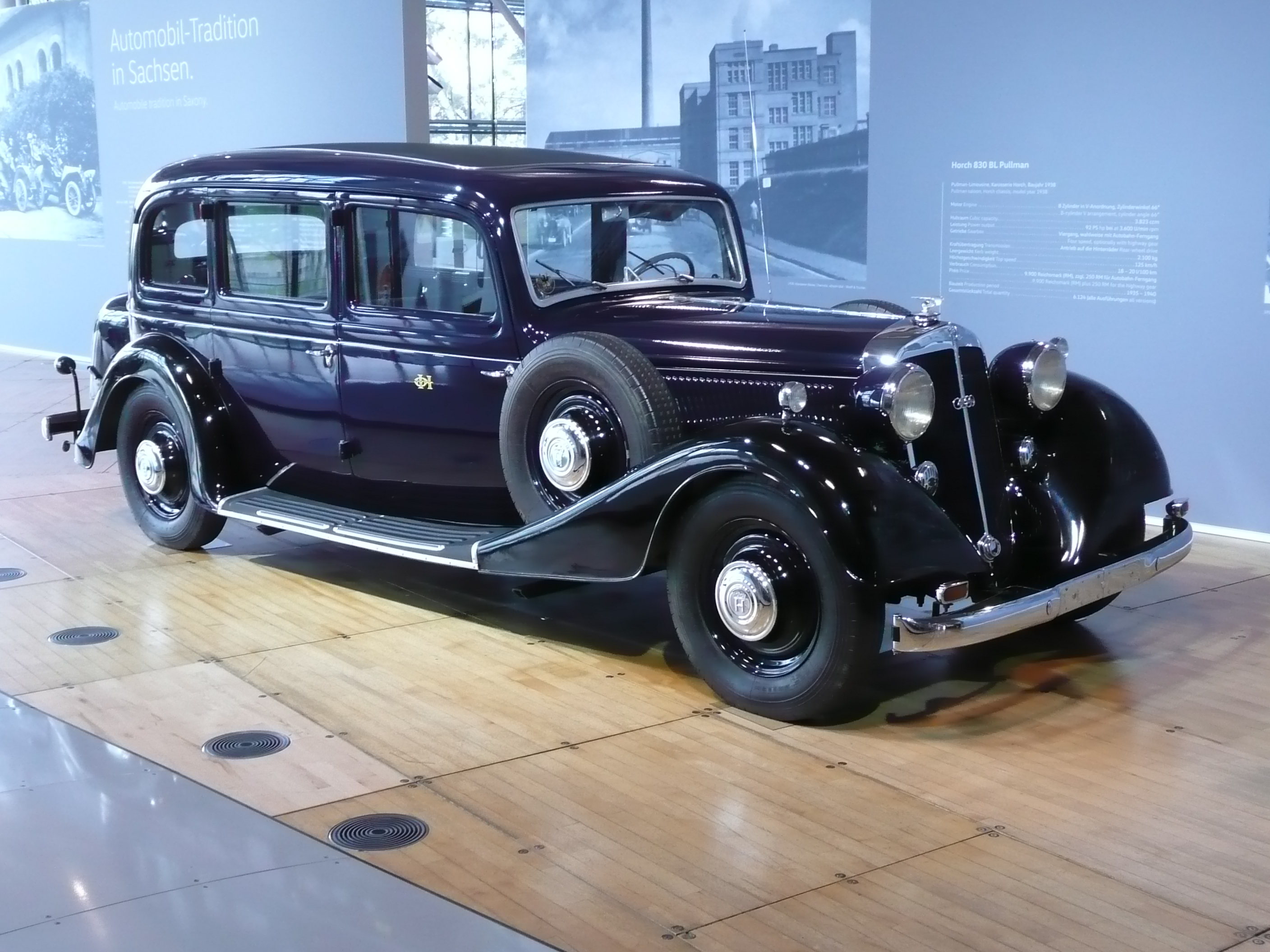
Horch 830 Pullmann
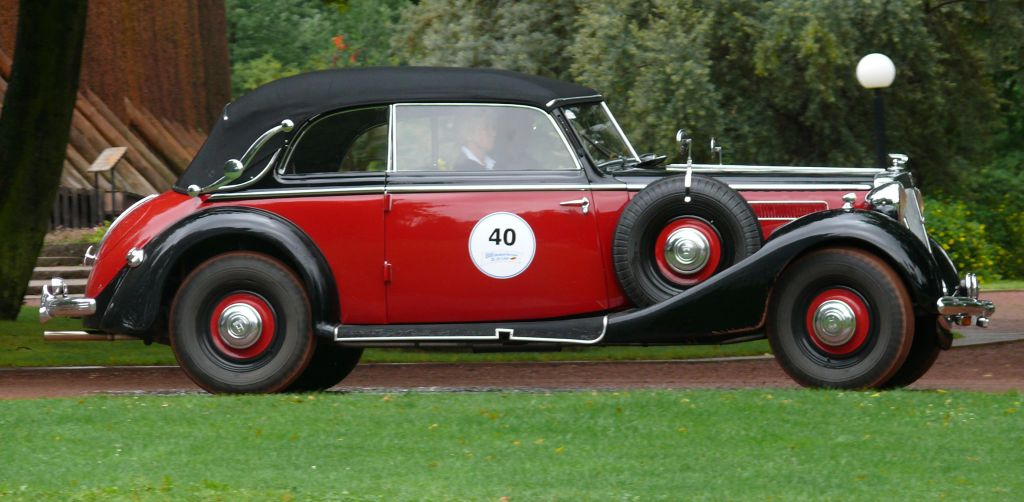
Horch 930 V Cabriolet
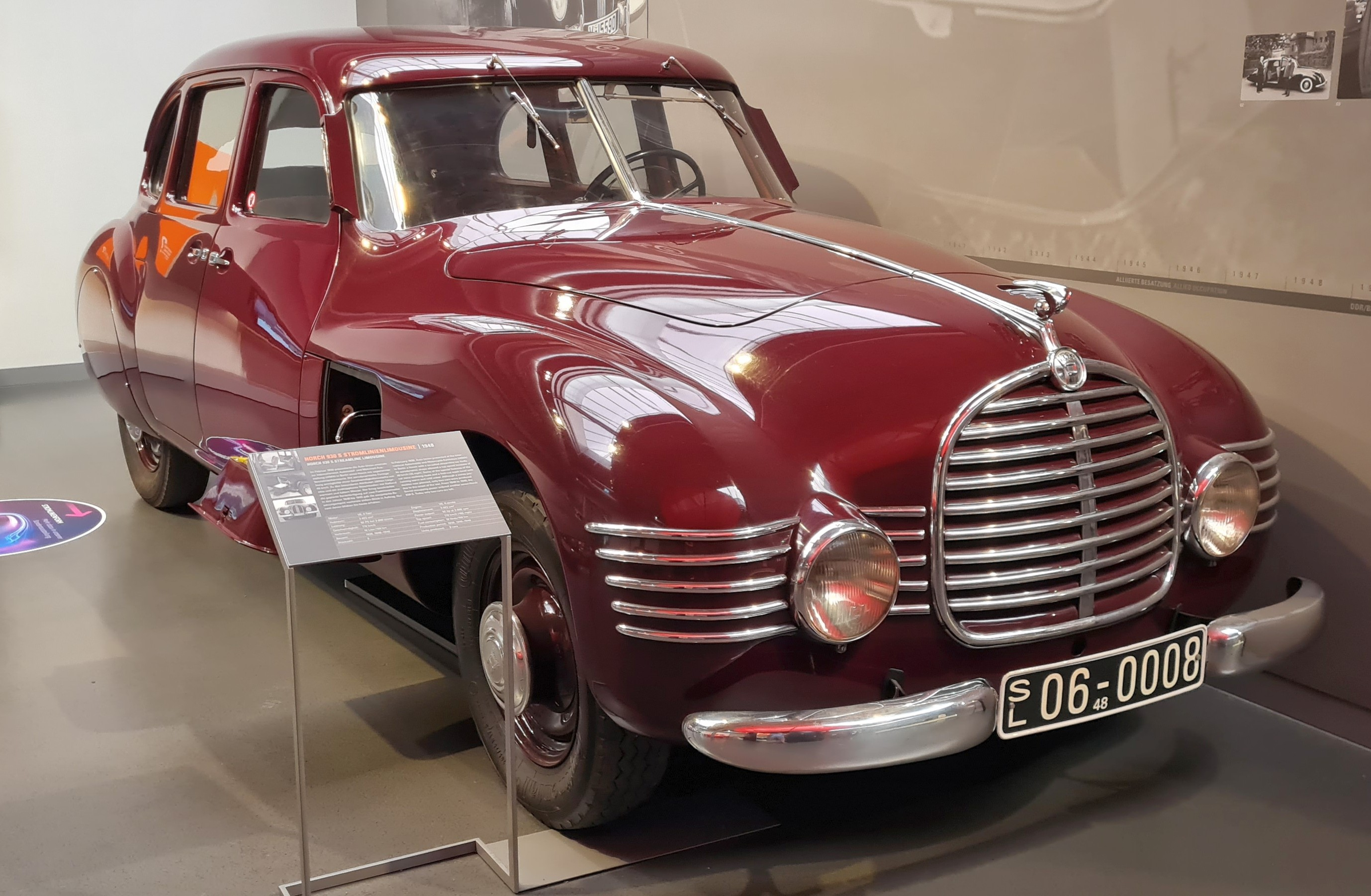
Horch 930 S Stromlinienlimusine
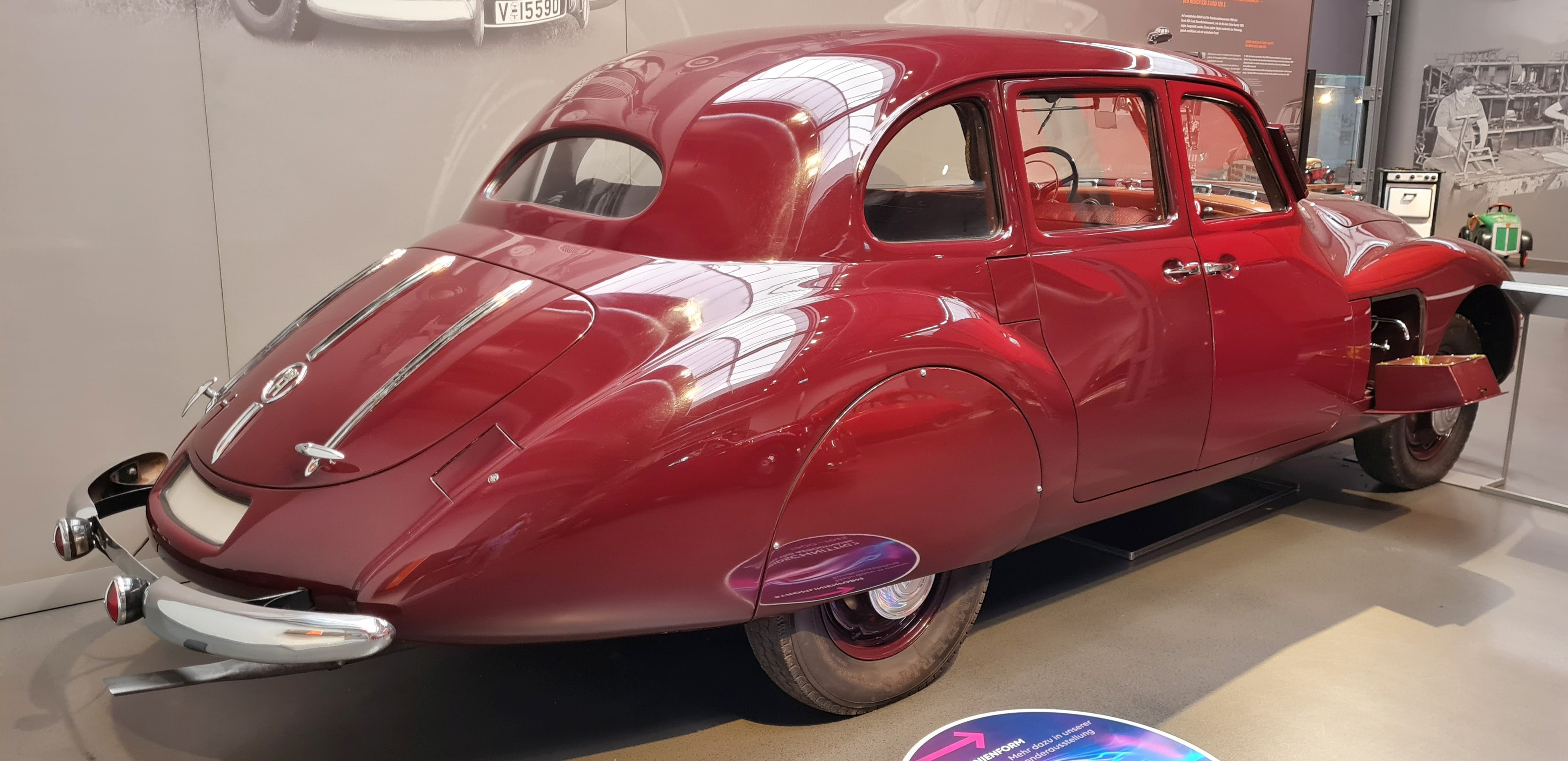
Horch 930 S Stromlinienlimusine